# Francis Prost
Pour les articles homonymes, voir Prost.
Francis Prost est un historien et archéologue français, né en 1968 en Bourgogne. Actuellement professeur d'archéologie classique à l'université de Paris I Sorbonne, il dirige des fouilles archéologiques en Turquie, après avoir longtemps travaillé en Grèce, en particulier sur l'île de Délos. Il est l'auteur de nombreux ouvrages sur l'histoire et l'archéologie du monde grec.

## Biographie
Ancien élève de l'ENS (1988), il est agrégé de lettres classiques et ancien membre de l'École française d'Athènes (1994-1998). Sa thèse de doctorat, soutenue en 1997, sous la direction de Philippe Bruneau, portait sur le sanctuaire d'Anios à Délos. Il a également travaillé sur la sculpture archaïque de Delphes.
Francis Prost a successivement occupé les postes de maître de conférences d'histoire grecque à l'université de Rennes II (1998-2000), puis à l'École Normale Supérieure de la rue d'Ulm où il enseigna l'épigraphie et l'histoire de l'Orient hellénistique.
De 2001 à 2007, il a fait partie du jury de l'agrégation d'histoire et depuis 2004 de la commission nationale chargée d'établir la liste d'aptitude pour le recrutement d'assistants dans le corps des maîtres de conférences.
Il a été nommé sur la chaire de Roland Étienne en 2009 au grade de professeur d'université à Paris I.

## Publications

### Ouvrages
- Francis Prost, Armées et sociétés de la Grèce classique, Errance, 1999,  (ISBN 2-87772-173-6).
- Roland Étienne, Francis Prost et Christel Müller, Archéologie historique de la Grèce antique, Ellipses Marketing, 2000,  (ISBN 2-72984-975-0).
- Christel Müller et Francis Prost, Identités et cultures dans le Monde méditerranéen antique, Publications de la Sorbonne, 2002,  (ISBN 2-85944-455-6).
- Francis Prost (dir.), L'Orient méditerranéen - de la mort d'Alexandre aux campagnes de Pompée. Cités et royaumes à l'époque hellénistique, Presses universitaires de Rennes, 2003,  (ISBN 2-86847-840-9).
- Francis Prost et Jérôme Wilgaux, Penser et représenter le corps dans l'Antiquité, Presses universitaires de Rennes, 2006,  (ISBN 2-7535-0205-6) (BNF 40156617).

### Articles
- Francis Prost, « Anne Coulié, La céramique grecque aux époques géométrique et orientalisante (xie-vie siècle av. J.-C.), Paris, Picard & Epona, 2013 », Perspective [mis en ligne le 18 septembre 2014, consulté le 31 janvier 2022. URL : http://journals.openedition.org/perspective/5528 ; DOI : https://doi.org/10.4000/perspective.5528]
- Francis Prost, « La monographie d’artiste de l’Antiquité grecque. Pratiques, apories, adaptations », Perspective, 4 | 2006, 536-556 [mis en ligne le 31 mars 2018, consulté le 31 janvier 2022. URL : http://journals.openedition.org/perspective/10381 ; DOI : https://doi.org/10.4000/perspective.10381].
- Francis Prost, « Sparte et les Cyclades au Ve siècle : à propos d'ID 87 », Revue des Études Anciennes, 103, 2001, no 1-2.
- Francis Prost, « La statue cultuelle d'Apollon à Délos », Revue des Études Grecques, 111, 1998.
- Francis Prost, « L’art pictural: une source pour l’Histoire de l’Athènes Pré-Classique », L´Antiquité Classique, 66, 1997.